# 로이드 휴즈

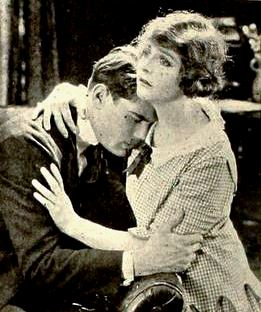

로이드 휴즈(Lloyd Hughes, 1897년 10월 21일 ~ 1958년 6월 6일)는 미국의 배우이다.
비즈비에서 태어났으며 샌게이브리얼에서 사망하였다. 포리스트 론 메모리얼 파크에 매장되었다.

## 영화
- 빅 보이 (1930년)
- 미스티어리어스 아일랜드 (1929년)
- 노 플레이스 투 고 (1927년)
- 잃어버린 세계 (1925년) - 에드워드 E. 말론 역
- 씨 호크 (1924년)